# La calda notte (album)
La calda notte è un album in studio dei rapper italiani Noyz Narcos e Chicoria, pubblicato nel 2006 dalla Smuggler's Bazaar.

## Descrizione
Prodotto nell'ex studio della Smuggler's Bazaar situato nei pressi di Castel Madama fuori Roma, il disco contiene anche le collaborazioni con altri MC's dei TruceKlan. L'album è stato registrato e missato da Marco Tozzi.
Il DVD dell'album presenta scene del backstage e delle riprese del video musicale della traccia che dà nome all'album.

## Tracce
1. Tajerino - prod. Noyz Narcos
2. Patriot (feat. Cole) - prod. da Noyz Narcos, Tozzi Marco
3. Sono di Roma - prod. Sine
4. C'ho Sempre Torto - prod. Sine
5. La Calda Notte - prod. Enreset
6. Cronaca Quotidiana - prod. Leo Anibaldi
7. TruceKlub (feat. Gel, Tristhiana Manera) - prod. Low Killa Remix T.M.
8. Latrina (feat. Metal Carter) - prod. Noyz Narcos, Marco Tozzi
9. Stillicidio (feat. Metal Carter, Gel) - prod. Enreset
10. Prima che Esco (feat. Shadowbitch) - prod. Low Killa
11. Drug Town (feat. Metal Carter) - prod. Tozzi Marco
12. TruceKlub Remix (feat. Gel, Tristhiana Manera) - prod. da Low Killa
13. Denaro / Imperativo (feat. Mr. P) - prod. T.M.